# Габон на летних Олимпийских играх 2008
Габон принимал участие в Летних Олимпийских играх 2008 года в Пекине (Китай) в седьмой раз за свою историю, но не завоевал ни одной медали.  Страну представляли двое мужчин и две женщины.

## Лёгкая атлетика
Спортсменов — 2
Мужчины
| Спортсмен        | Вид   | Забег     | Забег | Четвертьфинал | Четвертьфинал | Полуфинал | Полуфинал | Финал     | Финал     |
| Спортсмен        | Вид   | Результат | Место | Результат     | Место         | Результат | Место     | Результат | Место     |
| ---------------- | ----- | --------- | ----- | ------------- | ------------- | --------- | --------- | --------- | --------- |
| Уилфрид Бингангу | 100 м | 10,87     | 6     | Не прошёл     | Не прошёл     | Не прошёл | Не прошёл | Не прошёл | Не прошёл |

Женщины
| Спортсмен          | Вид   | Забег     | Забег | Четвертьфинал | Четвертьфинал | Полуфинал | Полуфинал | Финал     | Финал     |
| Спортсмен          | Вид   | Результат | Место | Результат     | Место         | Результат | Место     | Результат | Место     |
| ------------------ | ----- | --------- | ----- | ------------- | ------------- | --------- | --------- | --------- | --------- |
| Полетт Занг-Милама | 100 м | 11,62     | 3     | 11,59         | 7             | Не прошла | Не прошла | Не прошла | Не прошла |

## Дзюдо
Спортсменов — 1
Женщины
| Спортсмен      | Категория | 1/16                  | 1/8                   | 1/4                   | 1/2                   | 1-й доп. раунд        | Утешит. четвертьфинал | Утешит. полуфинал     | За 3 место            | Финал                 | Место                 |
| Спортсмен      | Категория | Соперник Результат    | Соперник Результат    | Соперник Результат    | Соперник Результат    | Соперник Результат    | Соперник Результат    | Соперник Результат    | Соперник Результат    | Соперник Результат    | Место                 |
| -------------- | --------- | --------------------- | --------------------- | --------------------- | --------------------- | --------------------- | --------------------- | --------------------- | --------------------- | --------------------- | --------------------- |
| Сандрин Иленду | До 48 кг  | Мерием Мусса пор. юко | Закончила выступление | Закончила выступление | Закончила выступление | Закончила выступление | Закончила выступление | Закончила выступление | Закончила выступление | Закончила выступление | Закончила выступление |

## Тхэквондо
Спортсменов — 1
Мужчины
| Спортсмен       | Категория | 1/8                            | Четвертьфинал        | Полуфинал            | Утешительный полуфинал | Финал                |                      |
| Спортсмен       | Категория | Соперник Результат             | Соперник Результат   | Соперник Результат   | Соперник Результат     | Соперник Результат   |                      |
| --------------- | --------- | ------------------------------ | -------------------- | -------------------- | ---------------------- | -------------------- | -------------------- |
| Лионель Богусси | 80 кг     | Карлос Васкес Карвахал Пор 0:5 | Закончил выступление | Закончил выступление | Закончил выступление   | Закончил выступление | Закончил выступление |